# Pasadena Roof Orchestra

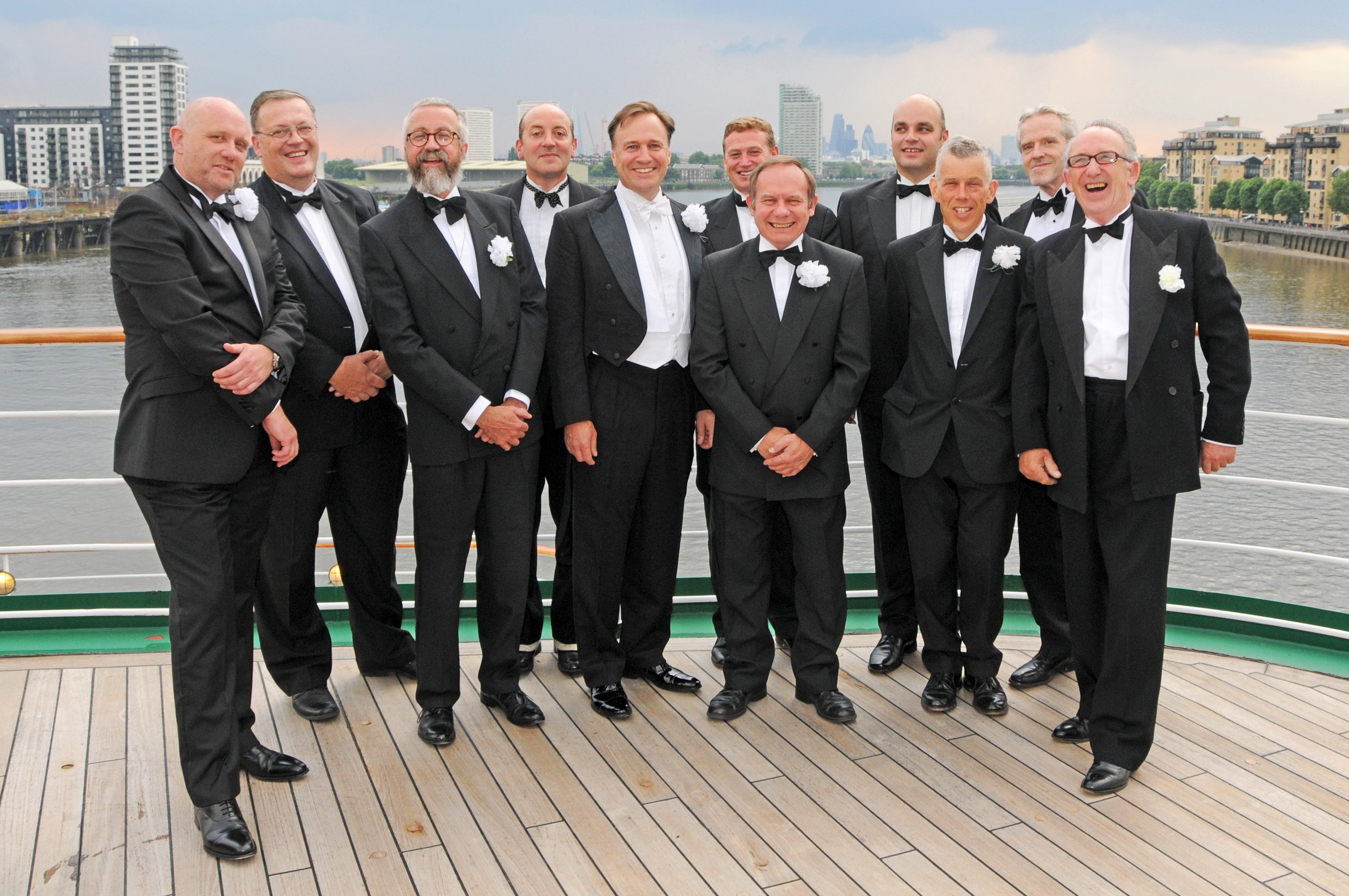
The Pasadena Roof Orchestra (2014)

Das Pasadena Roof Orchestra ist eine 1969 gegründete britische Big Band, deren musikalischer Schwerpunkt auf dem Swing der 1920er und 1930er Jahre liegt.

## Geschichte
Die Big Band gehört zu den ersten Musikgruppen, die im Zuge der Vintage-Bewegung in England der 1960er Jahre entstanden. Der Gründer war der Bäckermeister und Amateurmusiker John Arthy aus Essex. Er hatte zuvor das Creole Dance Orchestra gegründet, das jedoch nicht erfolgreich war. 1969 erwarb er von der Witwe eines musikalischen Direktors und Sammlers in Manchester Notenblätter mit 1200 Original-Arrangements für Swing- und Tanztitel der 1920er bis 1940er Jahre und schloss sich mit befreundeten Musikern zum Pasadena Roof Orchestra zusammen. Der Name geht auf den Song Home in Pasadena von Harry Warren aus dem Jahr 1923 zurück. Arthy spielte Kontrabass und Sousaphon. 1998 ging er in den Ruhestand. Nach John „Pazz“ Parry war Robin Merrill Leadsänger der Band, bis er in Berlin heiratete und ausschied. Ab 1990 sangen James Langton und Duncan Galloway abwechselnd. Schließlich wurde der Sänger und Schauspieler Duncan Galloway musikalischer Leiter und Leadsänger. 
Die elfköpfige Band nahm ab den 1970er Jahren Alben auf und ging auf internationale Tourneen. Seit ihrer Gründung entstanden 40 Tonträger mit über 300 Titeln. In den 70er Jahren traten sie in Hamburg unter anderem in Onkel Pös Carnegie Hall und im Star-Club auf. Sie spielten auch Filmmusik ein, so die Instrumentalteile zu Joseph Vilsmaiers Spielfilm Comedian Harmonists oder Schlager wie Ich küsse ihre Hand, Madame in dem Film Schöner Gigolo, armer Gigolo von David Hemmings. Im Jahr 1993 ging die Band erstmals auf eine Tournee in den USA und hatte Auftritte von Los Angeles bis New York. Seit 2007 begleitet die Band den Aschermittwoch der Kabarettisten in der Münchner Philharmonie im Gasteig. Sie feierte 2009 mit einer Europatournee sein 40-jähriges Bestehen. 2013 wurde in Hamburg das Album Ladies and Gentlemen mit Gästen wie Laura Fygi aufgenommen. 2016 wurde eine Filmdokumentation eines Konzertes in der Londoner Cadogan Hall unter dem Titel Live from London veröffentlicht.

## Album Diskografie
- 2021 Back on the Road
- 2016 Live from London
- 2013 Ladies and Gentlemen
- 2008 Roots of Swing
- 2002 Here And Now
- 1998 Swing That Music
- 1996 Rhythm Is Our Business
- 1993 25th Anniversary Album
- 1991 Breakaway
- 1989 Steppin' Out
- 1987 Happy Feet
- 1981 Crazy Words, Crazy Tunes
- 1979 Night Out
- 1978 A Talking Picture
- 1977 The Show Must Go On
- 1976 Isn't It Romantic
- 1975 On Tour
- 1975 Good News
- 1974 The Pasadena Roof Orchestra